# Siaʻosi Tuʻihala Alipate Tupou
Siaʻosi Tuʻihala Alipate Tupou, baron Houma (ur. 15 maja 1921, zm. 7 czerwca 2009 w Houma na Tongatapu) – tongijski polityk i dyplomata, bratanek królowej Salote Tupou III.

## Edukacja i służba wojskowa
Kształcił się w Tupou College w Nukuʻalofie i Wesley College w Auckland. W latach 1942–1945 służył jako pilot łodzi latających Consolidated PBY Catalina w Royal New Zealand Air Force.

## Życie prywatne
W 1952 poślubił Tupoutapuki Pulotu. Miał z tego związku siedmioro dzieci.

## Odznaczenia
- Medal Srebrnego Jubileuszu Koronacji Taufaʻahau Tupou IV (4 lipca 1992)
- Order Tahiti (28 czerwca 1999)
- Order Korony Tonga (2000)
- Order Salote Tupou III (31 lipca 2008)
- Medal Koronacji Jerzego Tupou V (31 lipca 2008)